# NFL Italia
La National Football League Italy (NFLI) è stata un'associazione sportiva che ha organizzato campionati di football americano in Italia, negli anni 2000.

## Storia
La NFLI è stata delle associazioni sportive nate per sopperire all'espulsione della FIAF dal CONI, avvenuta il 31 ottobre 2000 dopo il commissariamento iniziato nel 1999 per motivi debitori.
È stata costituita nel 2002 e ha cominciato ad operare come una federazione sportiva sotto l’egida assicurativa AICS.
Il Presidente della NFLI è stato Giovanni Cantù, già eletto presidente della Federazione Italiana American Football nel 1998 in sostituzione del Presidente deceduto Luciano Zanetti. La FIAF viene commissariata quasi immediatamente nel 1998 appena Giovanni Cantù venne eletto , per un debito verso il CONI, non riconosciuto, di circa 600 milioni di lire. Il commissariamento durò due anni, e terminò con l'estromissione della FIAF dal CONI come Federazione riconosciuta.
Giovanni Cantù assieme a suoi stretti collaboratori della vecchia FIAF, per sopperire al vuoto organizzativo, fonda così nel 2002 la NFLI per sostituire la FIAF, questo consentirà di far operare le squadre italiane in Europa (i Lions Bergamo in quegli anni erano i detentori del titolo continentale) e di dare un'organizzazione al movimento football in maniera amatoriale e privatistica. La federazione europea EFAF ignara dello status reale della FIAF (estintasi formalmente per commissariamento ed espulsione), accetta le squadre finaliste dei Superbowl italiani alle competizioni europee, questo fino al 2008. La EFAF viene "avvisata" del reale status del movimento italiano per via della scissione del movimento del football che vedeva la rinascita dell'attuale FIDAF, venendo a conoscenza che la NFLI non era una federazione riconosciuta e che la FIAF fu estromessa dal CONI. Secondo le normative statutarie dell'epoca, per partecipare alle competizioni internazionali, sia di club che di rappresentative nazionali, l'organizzazione di riferimento doveva essere obbligatoriamente riconosciuta dal CONI del proprio paese. L'EFAF bloccò addirittura la possibilità di organizzare gli Europei di football americano già programmati in Italia e che si dovevano disputare a Fanano; questi vennero poi dati alla federazione Austriaca nel 2009, dove la Nazionale italiana parteciperà sotto l'egida di quella FIDAF rinata da poco per sostituire la NFLI.
L'arduo compito che nel 2002 le società stesse e la NFLI si trovarono di fronte era la ricostituzione di un movimento sportivo atto allo sviluppo e alla crescita. L'anno più critico che si poté registrare fu quello del 2002 con solamente 27 società partecipanti fra serie A, B e C e dove il disgregamento del football aveva raggiunto l'apice con la suddivisione fra le varie organizzazioni esistenti in quel momento : FIDAF, ALPEADRIA , NWC e NFLI.
La Serie A1 raggiungeva l'apice della stagione (di solito luglio) con la nomina a Campione nella finale contesa fra le migliori due squadre denominata Superbowl, dedicato a Giovanni Colombo primo Presidente di AIFA e considerato uno dei 2 padri del movimento del football americano (da qui appunto il nome Giovanni Colombo Trophy).
La NFLI stava lavorando per costituire un centro nazionale federale con uffici, strutture e campo da football nel comune di Sassuolo in provincia di Modena.
Nel 2007, a Firenze, nel mese di settembre, vi fu la "Svolta Ridolfi" (nome preso dall'impianto sportivo Ridolfi): tutte le società si costituirono in assemblea dove si autodeterminarono per la ricostituzione di una Federazione e terminare le attività in NFLI. Seguirono due assemblee successive denominate Bologna1 e Bologna2 sempre nel mese di settembre e ottobre dove si sancì il passaggio in FIDAF per l'inserimento in Osservatorio CONI che arrivò nel 2008 e poi il ritrovato riconoscimento a Disciplina Associata nel 2010.
Con il ritorno in attività nel novembre del 2007 della FIDAF (Federazione Italiana Di American Football) - costituitasi nel 2001 per coprire quel buco federale all'interno del CONI lasciato da FIAF - e con la nascita di FIF (Federazione Italiana Football, erede della NFLI) nella primavera 2008, la NFLI finisce di operare nel 2008 con l'ultimo campionato.

## Stagioni
- Golden League NFLI 2003
- Serie A NFLI 2004
- Serie A NFLI 2005
- Serie A1 NFLI 2006
- Serie A1 NFLI 2007
- Serie A NFLI 2008

## Albi d'oro

### Tackle football

#### Golden League/Serie A
- 2003 -  Lions Bergamo
- 2004 -  Lions Bergamo
- 2005 -  Lions Bergamo
- 2006 -  Lions Bergamo
- 2007 -  Lions Bergamo
- 2008 -  Hogs Reggio Emilia

#### Serie B
- 2003 -  Aquile Ferrara
- 2004 -  Panthers Parma
- 2005 -  Guelfi Firenze
- 2006 -  Wolfz Merano
- 2007 -  Angels Pesaro
- 2008 -  Predatori Golfo del Tigullio

### Flag Football

#### AFP - Senior
- 2002 -  Cleavers Cavriago
- 2003 -  Cleavers Cavriago
- 2004 -  Cleavers Cavriago
- 2005 -  Cleavers Cavriago
- 2006 -  Cleavers Cavriago

#### LIFF - Senior League
- 2007 -  Banditi Ferrara

#### AFP - Under-18
- 2004 -  Blacks Rivoli
- 2005 -  Marines Lazio

#### AFP - Coppa Italia Under-18
- 2004 -  Frogs Legnano
- 2005 -  Skorpions Varese

#### AFP - Under-15
- 2003 -  Frogs Legnano
- 2004 -  Wolfz Merano
- 2005 -  Panthers Parma
- 2006 -  Marines Lazio

#### LIFF - Under-15
- 2007 -  Chihuahua Verona

#### AFP - Coppa Italia Under-15
- 2004 -  Wolfz Merano
- 2005 -  Panthers Parma
- 2006 -  Marines Lazio

#### LIFF - Coppa Italia Under-15
- 2007 -  Chihuahua Verona

#### LIFF - Under-13
- 2007 -  Chihuahua Verona

#### LIFF - Coppa Italia Under-13
- 2007 -  Chihuahua Verona